# Mikhail Yakovlev
Mikhail Yakovlev (hebräisch מיכאיל יעקובלב; russisch Михаил Сергеевич Яковлев, Michail Sergejewitsch Jakowlew, englisch Mikhail Iakovlev; * 1. September 2000 in Moskau) ist ein israelischer, früher russischer Bahnradsportler, der Rennen in Kurzzeitdisziplinen bestreitet.

## Sportlicher Werdegang
Michail Jakowlew besuchte in Moskau die Spezialschule für die Olympische Reserve Nr. 2. 2021 gewann er gemeinsam mit Iwan Gladyschew und Danila Burlakow beim Nations’ Cup in Sankt Petersburg den Teamsprint. Bei den U23-Europameisterschaften errang er die EM-Titel in Sprint und Keirin, bei den Europameisterschaften der Elite belegte er im Sprint Platz drei. Zudem wurde er dreifacher nationaler Meister in Sprint, Keirin und Teamsprint.
Im Mai 2022 erzielte Jakowlew beim Großen Preis von Moskau im fliegenden Start über 200 m eine Zeit von 9,099 s und lag damit eine Tausendstel-Sekunde unter dem bestehenden Weltrekord. Da die Veranstaltung infolge des russischen Kriegs gegen die Ukraine nicht mehr zum UCI-Kalender gehörte, fand der Rekord keine Anerkennung. Im August 2022 nahm Jakowlew die israelische Staatsbürgerschaft an und startete von diesem Zeitpunkt an unter der Schreibweise „Mikhail Yakovlev“ für dieses Land. Er wurde daraufhin für die Teilnahme an der UCI Track Champions League 2022 nominiert; er belegte Rang neun in der Gesamtwertung der Kurzzeitdisziplinen, 2023 belegte er den zehnten Rang.
Obwohl sein Verbandswechsel weniger als drei Jahre zurücklag, wurde Yakovlev vom IOC auch ohne Zustimmung des russischen Verbandes für die Teilnahme an den Olympischen Spielen 2024 in Paris zugelassen. Dort stellte er im Sprint in der Qualifikation einen neuen Olympiarekord über 200 Meter bei fliegendem Start auf, bevor dieser unmittelbar im Anschluss durch Matthew Richardson und Harrie Lavreysen noch weiter verbessert wurde. Im weiteren Verlauf schied er im Achtelfinale aus und beendete den Wettbewerb als Neunter. Im Keirin kam er bis ins Viertelfinale und belegte am Ende den 13. Platz. Bei den Bahnradsport-Weltmeisterschaften 2024 in Ballerup wurde er Vizeweltmeister im Keirin und erzielte damit sein bis dahin bestes Ergebnis bei Weltmeisterschaften.

## Erfolge
2020
- U23-Europameisterschaft – Sprint

2021
- Nations’ Cup in St. Petersburg – Teamsprint (mit Iwan Gladyschew und Danila Burlakow)
- U23-Europameisterschaft – Sprint, Keirin
- Russischer Meister – Sprint, Keirin, Teamsprint (mit Iwan Gladyschew und Alexander Scharapow)
- Europameisterschaft – Sprint
- Weltmeisterschaft – Keirin

2023
- Israelischer Meister – Sprint, Keirin

2024
- Europameisterschaft – Sprint
- Weltmeisterschaft – Keirin
- Israelischer Meister – Sprint, Keirin

2025
- Europameisterschaft – Sprint